# Matična ploča
Matična ploča, poznata kao i osnovna ploča (engleski motherboard, mainboard), središnji je dio sklopovlja u računalu. Na nju se ugrađuje (priključuje) sve sklopovlje u računalu, na primjer: grafička kartica, mrežna kartica, zvučna kartica, modem, tvrdi disk, RAM itd. preko rubnih spojnika. 
Uz razvoj tehnologije svrha matične ploče mijenjala se s vremenom. U početku se matična ploča sastojala od rubnih spojnika i tako bi formirali sabirnicu u čije bi se utore postavljale osnovne ploče kao što su centralna jedinica, aritmetičko-logička jedinica, glavna memorija, ulazno/izlazna ploča, itd. Uz razvoj tehnologije integriranih krugova s vremenom je postalo ekonomično micati funkcije s diskretnih ploča na matičnu ploču, a isto tako su se okrupnjivale funkcije mnogih ulazno/izlaznih jedinica (tipkovnica, serijski spojevi, kontroler diskova, video izlaz) u integrirane krugove s visokom integracijom s kojima se podjednostavljivala.
Osnovne komponente u današnjim matičnim pločama su:
- spojnik u kojem se ugrađuje mikroprocesor
- rubni spojnici za glavnu memoriju (DIMM)
- tzv čipset u kojima su sastavljene funkcije
- rubni spojnici koji služe za umetanja raznih kartica za proširenje ili za priključivanje raznih perifernih jedinica, ulazno/izlaznim jedinicama, masovnim spremištima podataka.
- visoko integrirani krugovi tzv. čipset koji obnašaju mnoge funkcije koje su obično funkcija kartica za proširenje (tako se na većini modernih matičnih ploča može naći integrirana zvučna kartica i mrežna kartica, a neki modeli sadrže i grafičku karticu)
- sat
- spojnice za napajanje električe energije
- memorija koja sadrži firmware ili BIOS

Matične ploče razvijene su većinom za računala koja koriste otvorenu arhitekturu kao recimo Apple II ili IBM PC.
Glavna svojstva razlikovanja matičnih ploča su vrste procesorskog socketa, grafičkog sučelja, te različite standardizirane veličine matičnih ploča. Standardne veličine matičnih ploča su: